# Geografía de Mali

Malí en el oeste de África

Malí se encuentra situado en el África del oeste; en lo que era antiguamente el África occidental francesa, entre los paralelos 10.o y 25.o N y entre los 4.o E y los 12.o W. Limita al oeste con Senegal y Mauritania, al norte con Argelia, al este con Níger, al sur con Burkina Faso y Costa de Marfil y al suroeste con Guinea.
La población se elevaba a 14,5 millones en 2009, básicamente rural. Las principales ciudades son Bamako, Kati, Kayes, Koulikoro, Ségou, Mopti, Sikasso, Tombuctú, Gao y Kidal.

## Relieve

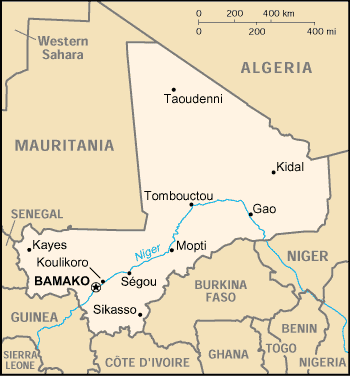
Malí

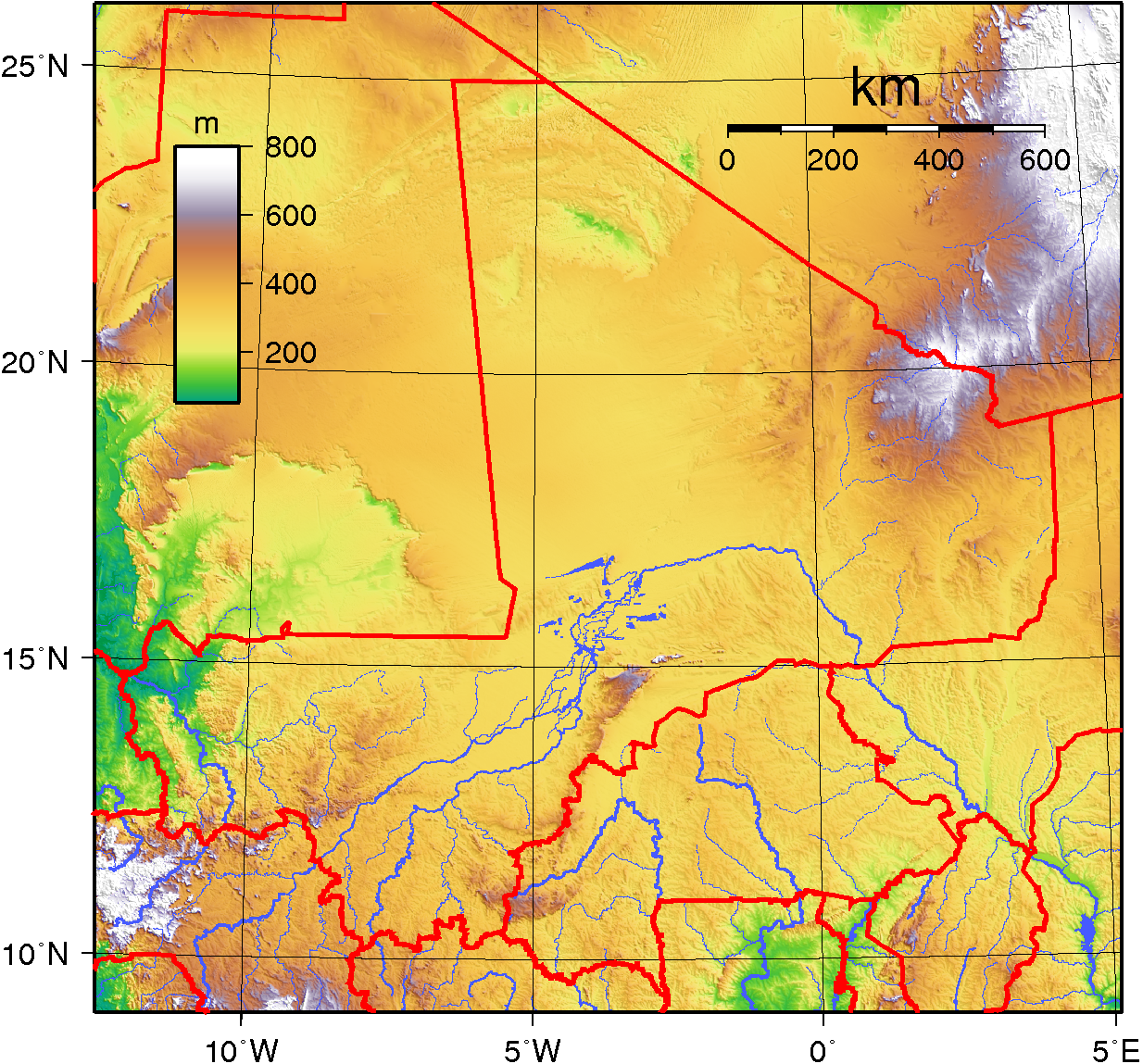
Mapa topográfico de Malí

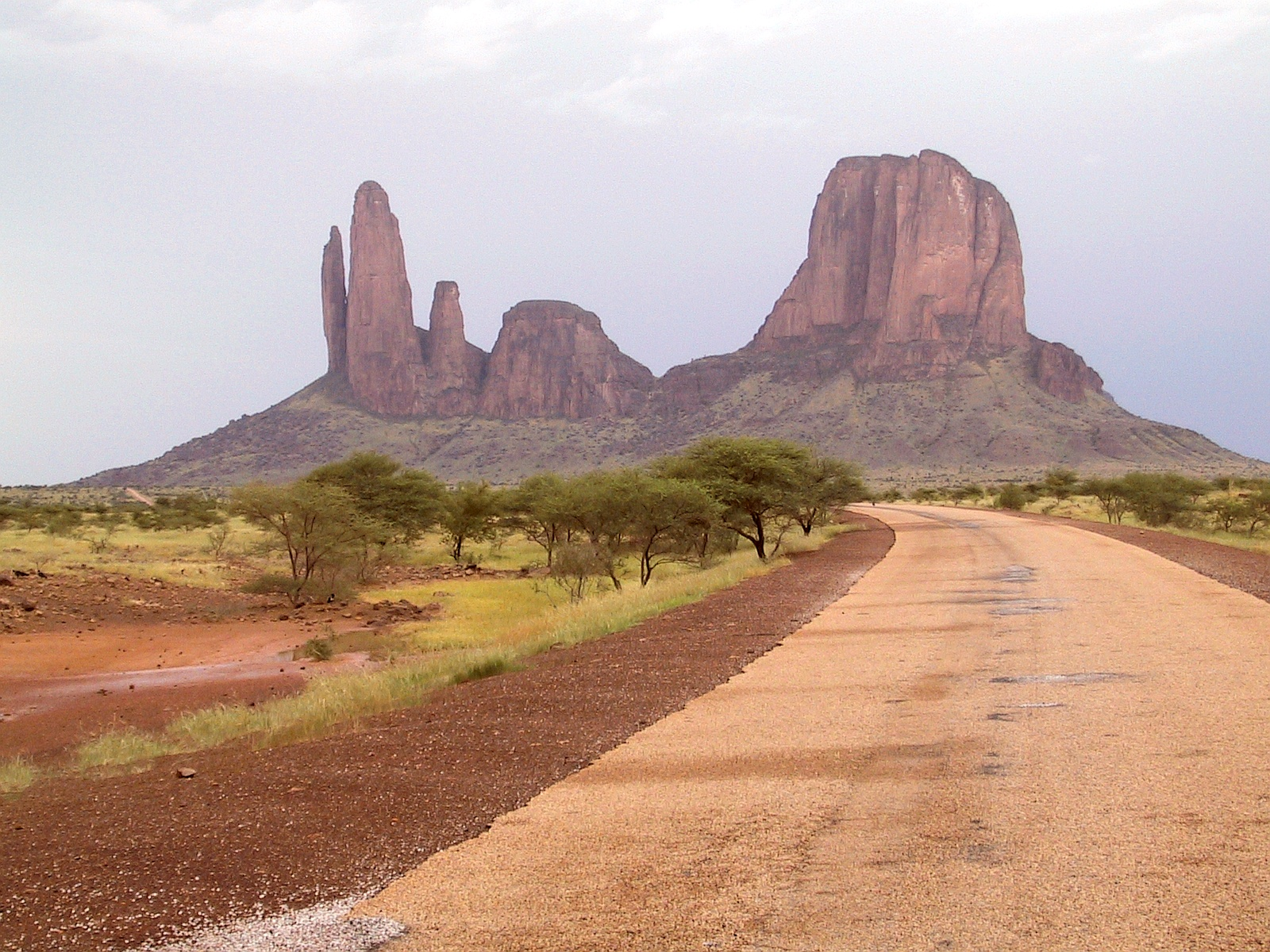
Montes Hombori

El territorio de Malí es muy extenso y bastante variado; ligeramente ondulado, con alturas comprendidas entre 250 y 500 m. Cuatro grandes conjuntos componen el relieve: las mesetas de arenisca sudano-saharianas (meseta Mandinga o montes Manding, acantilados de Bandiagara y montes Hombori), las colinas y llanuras sudano-saharianas, el delta interior del Níger y el macizo de Adrar de los Iforas, con sus mares de dunas y sus picos. 
Malí está atravesado de oeste a este por el río Níger, el cual pasa por la capital Bamako y por las cercanías de Tombuctú (a 7 kilómetros). En la parte más occidental del país se encuentra el río Senegal, que más adelante servirá de frontera natural entre Mauritania y Senegal. 
El norte del país, delimitado por la frontera con Mauritania, el río Níger, la frontera con Argelia y la frontera con Níger, se encuentra dominado por el desierto del Sahara. Aquí en el norte se encuentran las minas de Taoudenni y los montes Trimetine, situados en el recodo que constituye la frontera de Argelia con Níger. Las principales ciudades del norte de Malí son Tombuctú y Gao.
En el centro sur del país, entre la frontera con Burkina Faso y el curso superior del río Níger, se encuentra la meseta de Koutiala, que culmina en el acantilado dogón, a 791 m de altitud, uno de los principales núcleos turísticos del país. Al este, se prolonga por algunas elevaciones residuales en los montes Hombori, cuyo punto culminante, el Hombori Tondo, tiene 1.155 m.
Entre Bamako y la frontera con Guinea se encuentra la meseta Mandinga, que culmina a 800 m. Al norte del país se hallan las llanuras de Hodh, de entre 260 y 320 m, y la inmensa cuenca de Taoudeni, compartida con Mauritania. Tombuctú, que se halla al borde esta cuenca, es una de las zonas más cálidas del globo. Más al oeste, en la frontera con Senegal, se encuentran los montes Bambouk, donde se explota el oro desde hace siglos y que tienen como límite entre los dos países el escarpe de Tambaoura, y, en la frontera con Guinea, la prolongación de los montes Manding, de arenisca, de este último país, que alcanzan los 450 m de altitud.
El resto del país es bastante llano. Hay que reseñar que el terreno es más fértil cuanto más al sur nos vamos, siendo una de las regiones más ricas en lo que a terreno se refiere la que limita con Costa de Marfil.

#### Adrar de los Iforas

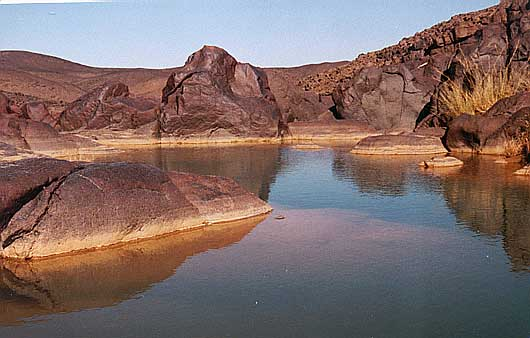
Una guelta cerca de Oubnakort, en el Adrar de los Iforas

Esta amplia meseta cristalina al este de la región de Kidal, cubre alrededor de 250.000 km² y se halla entre los 1 y los 18.o de latitud norte. Posee una superficie amarronada y caótica. la altitud media es de 600 m y el punto culminante está a 890 m. Por el norte, aflora un fragmento de arenisca del Hoggar. La depresión de Tilemsi, orientada de norte a sur, limita la depresión por el oeste y la une al Níger. El clima es del tipo saheliano en la vertiente occidental y en los valles, donde, debido a su relieve, el monzón hace que llueva aun poco más que en el resto del Sahara, en torno a 150 mm. Estas lluvias esporádicas  hacen crecer una vegetación fugaz que hace verdear los campos, suficiente para atraer a los tuaregs con sus rebaños de cebúes. Apenas hay árboles, salvo en los valles, algunos exiguos palmerales y unas pocas plantaciones de mijo y trigo.
Adrar es la palabra tamasheq para montaña, e Iforas es el nombre del clan tuareg que vive en la región, aunque sus habitantes se denominan Kel Adrar (o Adagh): las gentes del Adrar. Los franceses lo llamaron así para diferenciarlo de la región de Adrar en Mauritania. Los tuaregs, con sus cebúes, son los únicos en entrar en las montañas; por lo demás, se encuentran gacelas, antílopes, hienas y chacales. Entre los elementos del paisaje se encuentran afloramientos graníticos, arenisca erosionada, gueltas (depresiones donde el agua se acumula a causa de la crecida de un uadi o una surgencia), arte rupestre, bosques petrificados y cuencas de ríos.
Entre los asentamientos destacan Ahgeibara, Aguelhok, Essouk, Tessalit y Tin-Essako. Tessalit se encuentra en la frontera entre Mali y Argelia, y posee algunas minas de yeso y sal. Essouk se conoce como la cuna de los tuareg, y se cree que entre los siglos IX y XII fue un próspero lugar de paso de las caravanas. Posee pinturas rupestres de hace 8000 años. A finales del siglo XI, los bereberes expulsaron a los negros del Adrar y en el siglo XVI esta región formó parte del Imperio songhai. En 2013, la guerra que asolaba el norte de Malí se trasladó a las montañas del Adrar, donde el yihadismo fue perseguido y bombardeado por las tropas francesas en la operación Serval.

#### Acantilado de Bandiagara

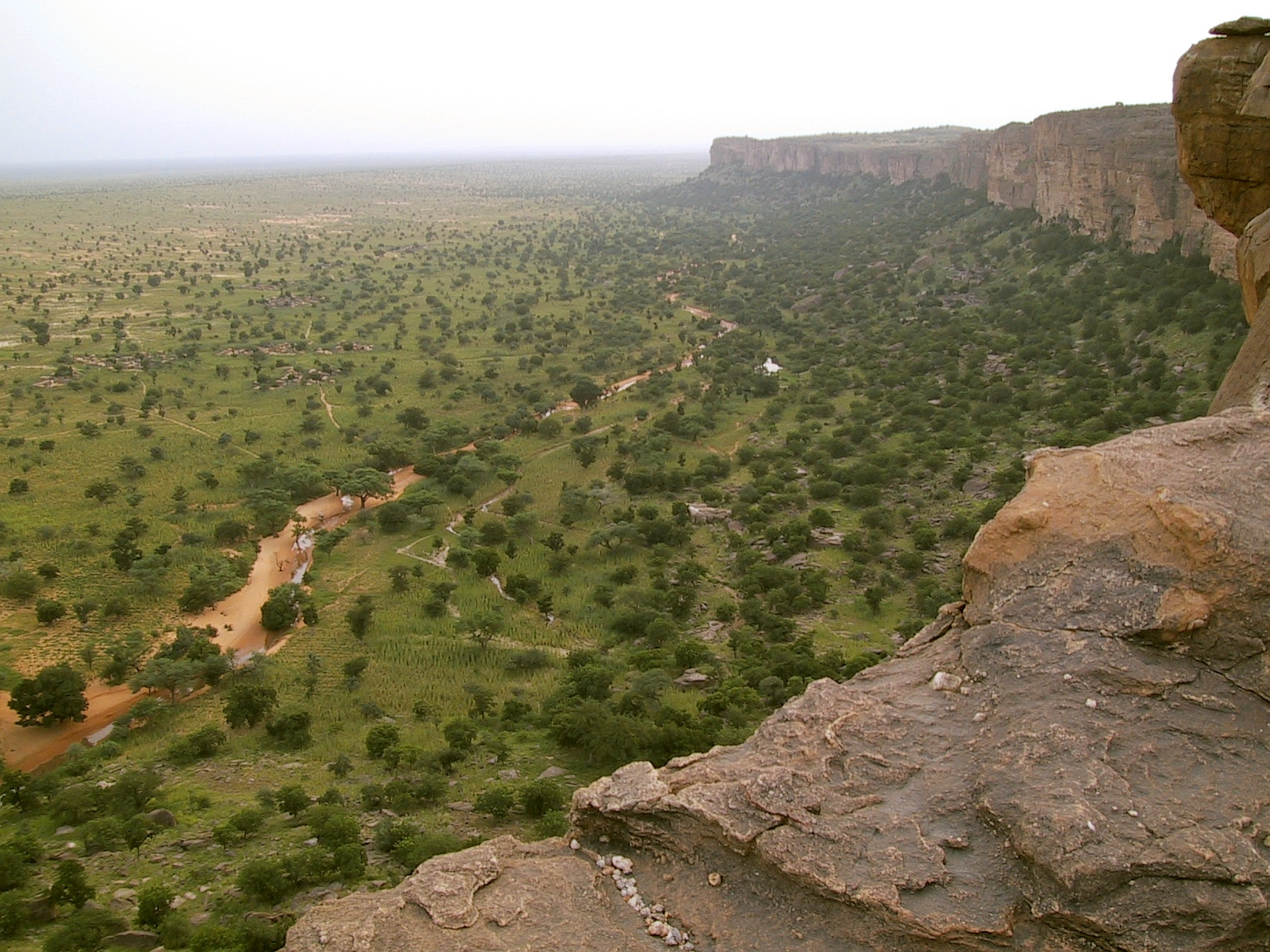
Acantilado de Bandiagara y la llanura a sus pies

Es parte de la meseta Dogón, en la parte sur-centro de Mali, al este del delta interior del Níger. Centrado en el pueblo de Sangha y rodeado por las carreteras y caminos que unen los pueblos de Diankabou, Bankas, Ouo, Bandiagara, Dé y Berdossou. El escarpe propiamente dicho, entre la meseta Bandiagara, al oeste, y la llanura de Séno, al este, se extiende de sudoeste a nordeste a lo largo de 150 km, y varía en altura, entre los 100 m al sur y los 500 m en el norte. Está roto por quebradas, gargantas y pasos rocosos que conectan la llanura con la meseta. Cerca de Sangha hay tanto acantilados como afloramientos rocosos. La llanura de Séno, de unos 250 m de altitud, consiste en estepas arenosas y humedales o depresiones inundadas con árboles dispersos, y está diseccionada por riberas rocosas que se llenan estacionalmente de agua. La meseta, cuya altura varía entre 400 y 500 m, con una cima de 777 m en Bamba, tiene la típica flora de sabana sudanesa, con Daniella oliveri, karité y otras. La vegetación solo es densa en las riberas y grietas donde se acumula el agua. En las partes bajas hay acacias, Combretum, los introducidos tamarindos y otros. está considerado zona de interés para las aves por BirdLife International. Entre las especies animales hay zorro pálido, licaón y gacelas dorca y dama. 
Los acantilados de Bandiagara como patrimonio de la humanidad comprenden un vasto paisaje cultural que engloba 289 pueblos repartidos entre las tres regiones naturales, la llanura, los acantilados y la meseta de arenisca. Las comunidades del lugar son esencialmente los dogón, que han integrado sus costumbres y rituales sagrados con el paisaje.

#### Llanura de inundación del Níger

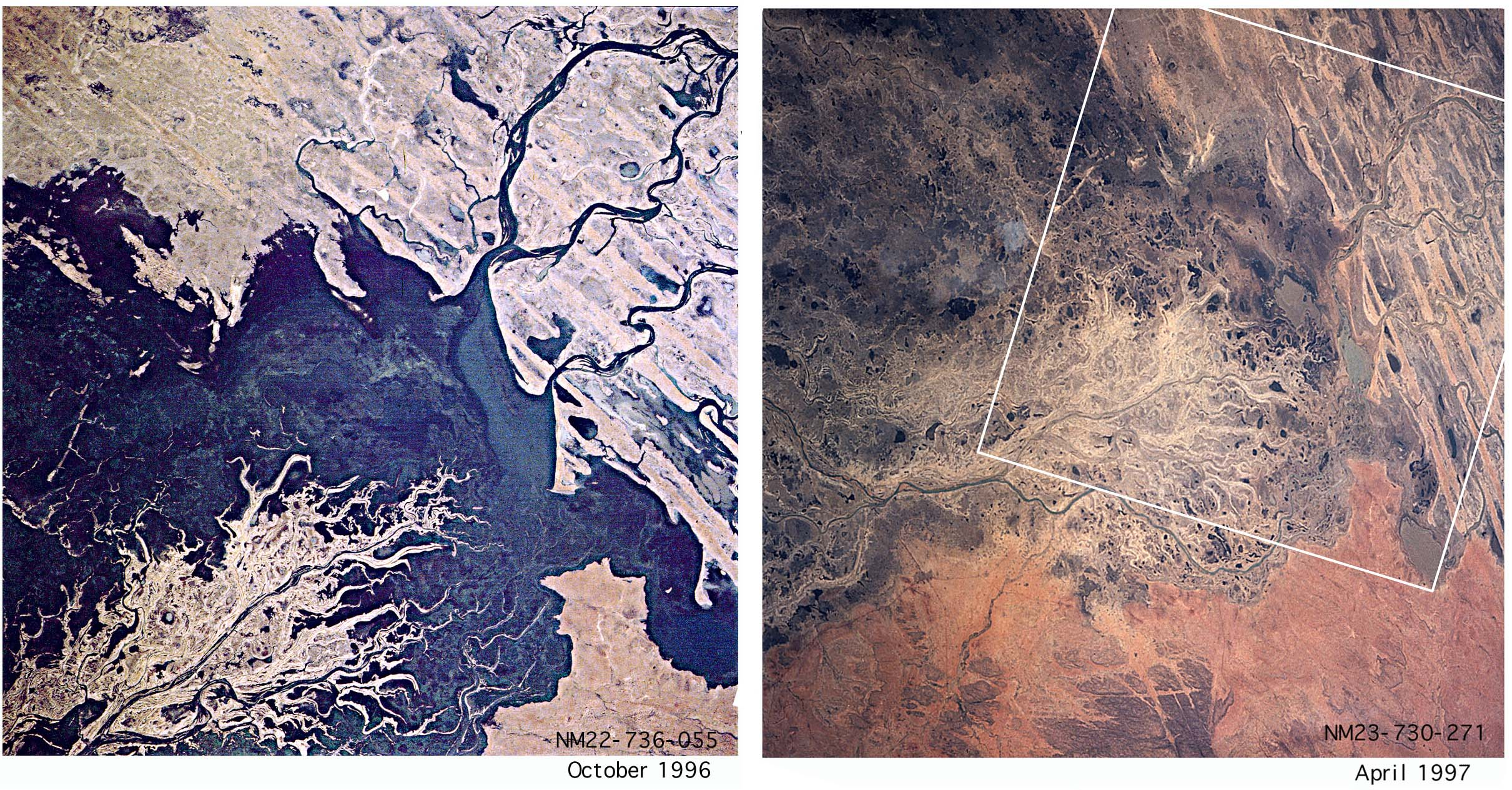
Contraste entre la zona inundable del delta del Níger en octubre de 1996, a la izquierda, y la misma zona, en abril de 1997, cuando el desierto aparece en toda su extensión (NASA photograph NM22-736-055).

Comprende la gran llanura de inundación del río Níger y una serie de lagos en el norte. La extensión máxima de la inundación, que varía notablemente, ocupa un área de 36.470 km², incluyendo diques, dunas y otras islas en el área. Puede ser dividido en distintas regiones: El sur del delta incluye la parte meridional de los lagos centrales con el Níger y Diaka como brazos principales, y con Djenné, en el extremo sur, y Mopti como principales asentamientos. El bajo delta comprende los lagos centrales: Débo (unos 160 km² y el más grande), Walado Débo (Oualado-Débo) y Korientzé. Al norte de los lagos, el carácter del delta cambia, con dunas que se extienden de este a oeste intercaladas con zonas inundadas; los principales brazos son el Níger y el Bara Issa; esta parte se extiende hasta Tombuctú por el norte.
Al norte hay una serie de lagos que se extienden de oeste a este por el flanco del delta. Los lagos de la orilla occidental -incluido el lago Figuibine- pueden mantenerse llenos todo el año si las lluvias son normales, aunque últimamente prevalecen los años de sequía. Esta agua se utiliza en la agricultura local. Los lagos de la vertiente oriental solo se llenan cuando la crecida es importante.
Toda la zona del delta interior del Níger es sitio Ramsar, con una extensión de 41.195 km², incluyendo los lagos Horo (189 km²), Séri (400 km²) y Walado Debo/Debo (1.031 km²). La zona es refugio de hasta 350 especies de aves migratorias, de las que 103 son acuáticas. En invierno se distinguen cuatro ecosistemas acuáticos: los ríos Níger y Bani, 19 lagos, un gran número de pozas y las llanuras inundadas (Djenné, Diondiori, Séri). En la zona viven cerca de 1 millón de personas que practican la agricultura, la pesca, la navegación, el turismo, etc. El paisaje se define como sabana inundada del delta interior del Níger-Bani.

#### Cuenca de Taoudeni
Es una importante formación geológica sedimentaria de África Occidental, que mide 1,5 millones de km² y se llama así por el pueblo de Taoudeni, situado al norte de Mali. Ocupa grandes extensiones del cratón de África Occidental en Mauritania, Mali y la región sudoeste de Burkina Faso. Unos 700.000 km², con una población de 70-140.000 personas pertenecen a Mali. Esta cuenca, que es el mayor sinclinal sedimentario del noroeste africano, se formó en la segunda mitad del proterozoico. Su periodo activo de subsidencia siguió hasta mediados del paleozoico, cuando se produjo la orogenia herciniana y emergió. Contiene cerca de 6.000 m de sedimentos del precámbrico terminal y del paleozoico. En algunas zonas, estos fueron recubiertos por finos depósitos continentales del mesozoico-cenozoico, destacando especialmente las dunas del cuaternario y los sistemas lacustres. Estos últimos depósitos atestiguan la continuidad geográfica entre varias cuencas, como la de Taoudéni/Tanezrouft, al norte, y la de Taoudeni, que comunica con la cuenca de Iullemeden, al este. Las reservas de agua de la cuenca de Taoudeni son muy abundantes, pero teniendo en cuenta el clima actual, con unas precipitaciones de menos de 150 mm en el centro y el norte, el agua extraída por la actividad humana no se renueva. El rápido crecimiento de la población está haciendo bajar la capa freática y degradando la calidad del agua.
La cuenca de Taoudeni es muy rica en recursos minerales, gas y petróleo.  En 2004, cerca de 700.000 km² fueron divididos en 29 bloques y se señalaron cinco cuencas sedimentarias para hacer concesiones a diferentes compañías petrolíferas, pero toda la región está pendiente de los conflictos bélicos, que mantiene la zona en una permanente militarización, sacudida por la rebelión tuareg de 1992, la rebelión del uranio de 2007 y, tras la caída de Gadafi, la creación del Estado de Azawad en 2012, que acabó con la operación Serval, dirigida por Francia.

### Geología

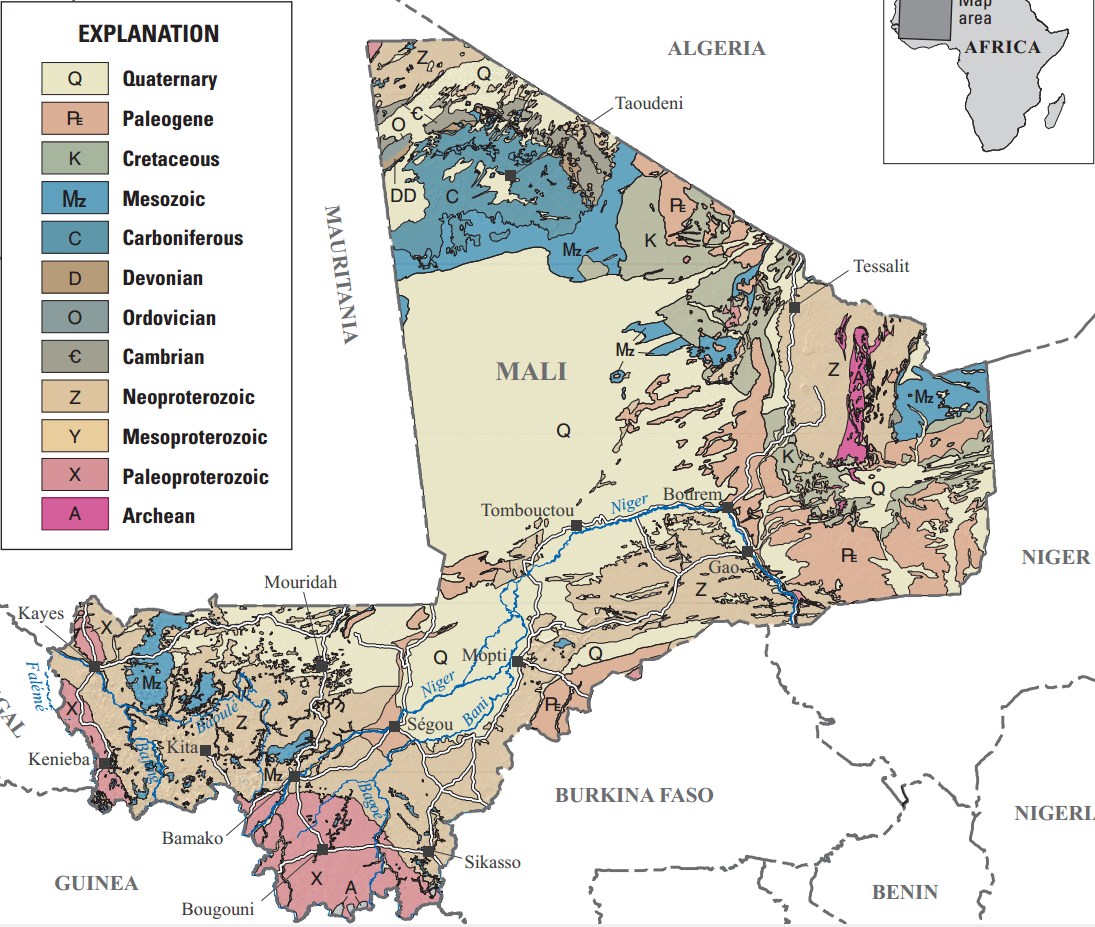
Mapa geológico de Malí

Cratón de África Occidental en el que se encuentra Malí, y escudos que lo rodean.

Geológicamente, Malí consiste en una vasta llanura de granito y esquistos arcillosos cubiertos por arenisca y cuarzo aluvial. Malí se extiende sobre dos estructuras geológicas, el cratón de África Occidental, al oeste, y el escudo Tuareg, en el sudeste. Ambos se formaron al final de la era Precámbrica hace entre 600 y 550 millones de años. La zona de sutura se halla al oeste de las montañas Adrar de los Iforas.
Las rocas subyacentes del cratón de África Occidental están cubiertas en el noroeste por sedimentos de la cuenca de Taoudeni, que tiene dos afloramientos de rocas cristalinas en el escudo Reguibat, al norte, en Mauritania, y en el escudo Man, al sur, que incluyen los afloramientos de Buguni y Kéniéba, con valiosos minerales. También hay reservas de petróleo en la cuenca de Taoudeni.
Malí posee bauxita, cobre, diamantes, oro, granito, yeso, hierro, caolín, arcilla, litio, manganeso, fostafos, sal, plata, uranio y zinc. No todos los depósitos están explotados y no todos son viables. También tiene un alto potencial hidroeléctrico.

## Clima

Mapa de climas de Köpen de Malí. En color rojo, desértico cálido; en calabaza, desértico semiárido, y en azul, tropical de sabana.

Malí se sitúa enteramente en la zona tórrida y es uno de los países más cálidos del planeta. El ecuador térmico, línea imaginaria que une los lugares más cálidos del globo, atraviesa el país, que tiene tres tipos de clima, de norte a sur.
La mitad norte de Malí, la más grande, con las regiones de Gao, el norte de Kidal y los dos tercios septentrionales de Tombuctú, es la más seca también, desértica y ocupada casi totalmente por el Sahara al norte del río Níger. En el extremo norte, no llueve prácticamente; en el resto, las lluvias oscilan entre 100 y 150 mm con máximas de 250 mm. En Tessalit, al norte de Kidal, a 500 m de altura, caen 68 mm en 14 días al año, entre mayo y octubre, y las temperaturas oscilan entre los 12.oC de las mínimas de enero y los 43.oC de las máximas en junio, mes en que la media de las mínimas es de 28.oC.
La mitad central de Malí, entre Mopti y Tombuctú, está atravesada por el Sahel, las mínimas de enero no bajan de 20.oC, mientras en abril, mayo y junio, tienen medias máximas de 42.oC que pueden alcanzar los 47-48.oC. En Tombuctú caen 183 mm en 25 días al año, entre abril y octubre, cuando sopla el monzón de sur y se producen aguaceros. Después de octubre vienen cuatro meses de cielos despejados y calor soportable (14-30.oC).
En el sur, regada por el río Níger y donde están las ciudades más importantes (Bamako, Ségou...) las lluvias son más abundantes. Ya en Mopti, al sur del delta interior del Níger, caen 500 mm. Más al sur, en Bamako, caen 990 mm en 74 días, entre abril y octubre, superando los 200 mm mensuales entre julio y septiembre, y temperaturas máximas medias entre marzo y mayo de 40.oC.
Kayes, al oeste de la zona sur, cerca de Senegal y Mauritania, tiene temperaturas medias máximas de 44.oC en abril y es conocida como "la olla a presión de África", ya que en abril y mayo puede alcanzar los 50.oC. Sin embargo, aun hace más calor hacia el norte, en la región de Tombuctú: en Arawán, la media de las máximas en junio es de 46.oC; en Taoudeni, es de 48.oC en julio, y en Tessalit, en el Adrar de los Iforas, es de 45.oC en junio, con una insolación en el norte de 3.800 horas, frente a las 2.700 horas en el sur.

## Hidrografía

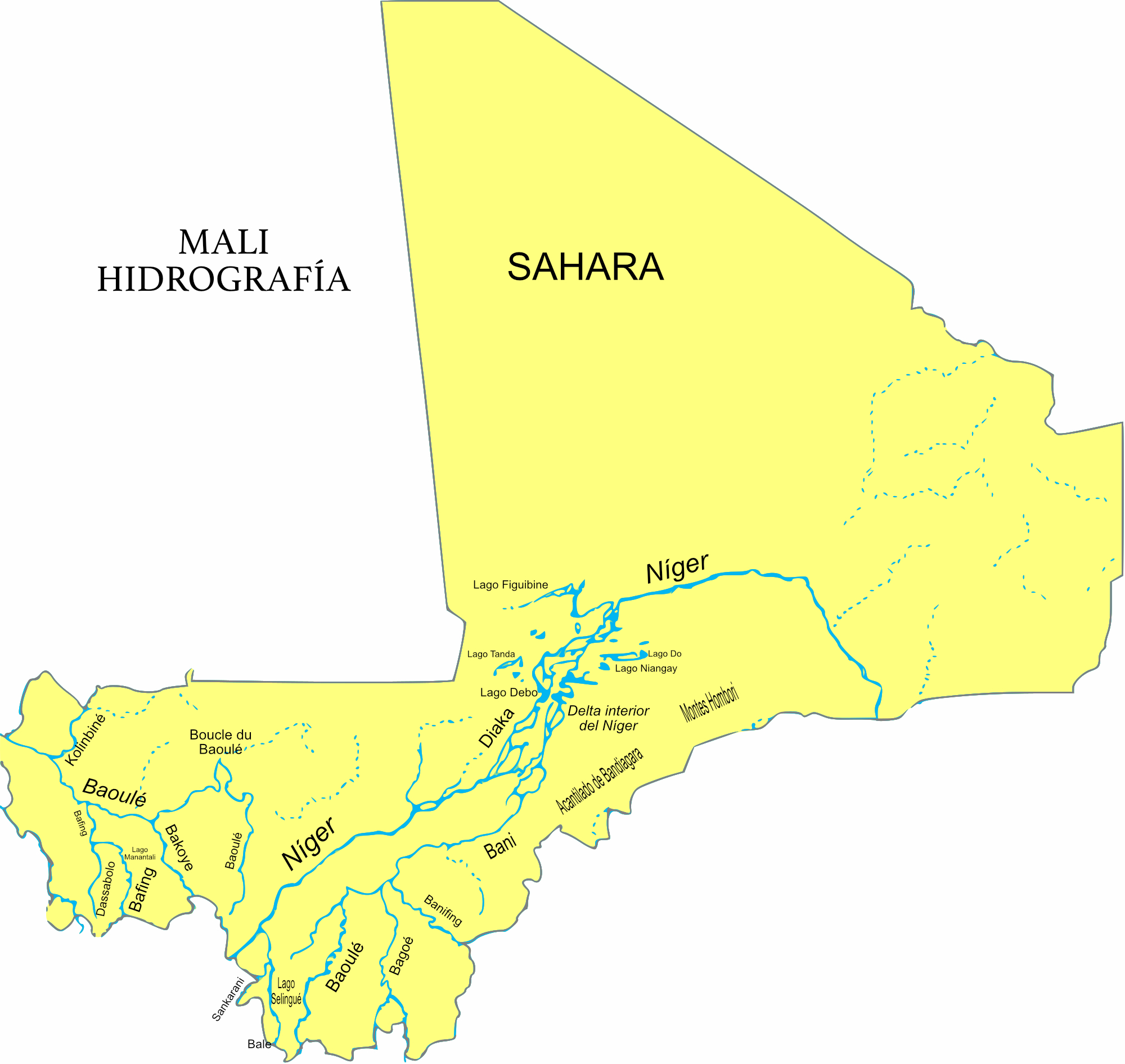
Mapa de Níger con los ríos y lagos más importantes

Malí está atravesado por dos grandes ríos:

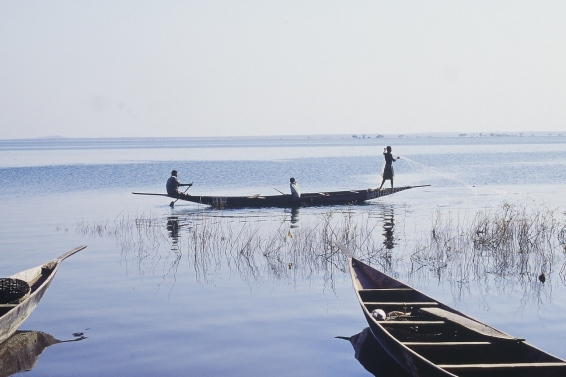
El lago de Selingué es un embalse en el río Sankarani.

- el río Níger, que recorre sobre el país 1700 km. Poco antes del gran arco que cambiará su curso hacia el sur, en el centro del país, después de recibir por el lado oriental al río Bani, que confluye cerca de la ciudad de Mopti, se encuentra el delta interior del Níger, entre Tombuctú y Léré, una vasta zona inundada después de la estación de las lluvias, en otoño, con un máximo de 41.000 km². Tras la crecida, la región queda salpicada de lagos, entre ellos, los lagos Débo, Figuibine, Kabara, Tanda, y así hasta diecisiete lagos destacables en época de crecida. La cuenca del río Níger cubre 578.850 km² en Mali, el 25,5% del total de su cuenca, el 46,7% de la superficie del país. Las precipitaciones oscilan en la cuenca entre los 45 y los 1500 mm, con una media de 440 mm.[20]
- el río Senegal, con sus afluentes procedentes de Guinea, los ríos Bafing, Baoulé y Falemé. La unión del Bafing y el Baoulé da lugar al río Senegal en la ciudad maliana de Bafoulabé, a 400 km de Bamako, en el extremo sudoccidental de Malí. La cuenca del río Senegal cubre una extensión en Mali de 139.098 km², el 28,8% del total de la cuenca del río y el 11,2% de la superficie del país. Las precipitaciones en la cuenca oscilan entre 455 mm y 1410 mm, con una media de 855 mm.[21]

En Malí hay dos embalses importantes, el de Manantali, en el río Bafing, con una superficie de 477 km², y el de Selingué, en el río Sankarani, afluente del Níger por la derecha, a unos 60 km de la frontera con Guinea, con una superficie de 400 km². La presa de Selingué se usa principalmente para producir energía hidroeléctrica, pero también permite el regadío de 60.000 ha. Otras dos presas, una en Sotuba, aguas abajo de Bamako, y otra en Markala, aguas abajo de Ségou, sirven para regar unas 100.000 ha en el llamado Office du Niger, una zona de cultivos en el delta interior del Níger que constituye uno delos proyectos de regadío más grandes del continente africano y que produce unas 500.000 toneladas anuales de arroz.

#### La crecida anual del río Níger

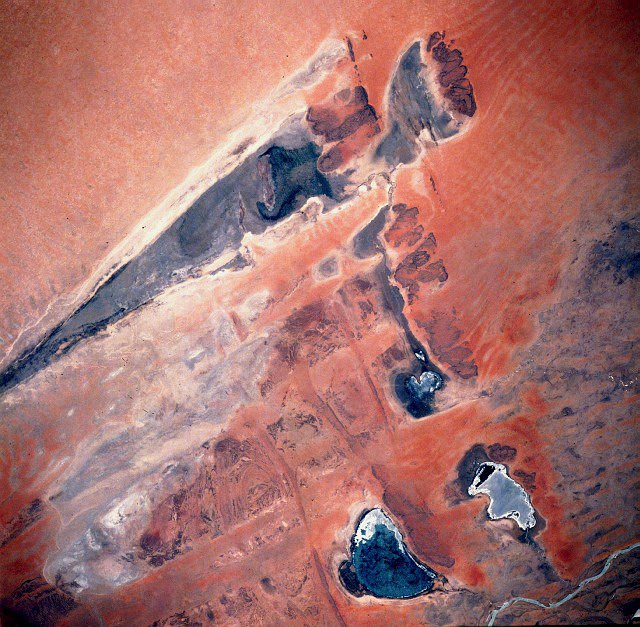
El lago Figuibine es en realidad un sistema de cinco lagos interconectados. El río Níger está en la parte inferior. Los cinco lagos (Télé, Takara, Gouber, Kamango y Figuibine, en forma de punta de lanza) ocupan 86.000 ha.

La inundación del delta interior del río Níger y el sistema Figuibine de cinco lagos situados al norte del río y en pleno desierto (menos de 200 mm anuales de precipitación), depende de la altura de la crecida anual del río como resultado de las abundantes lluvias en Guinea y en la cuenca de su tributario, el río Bani, tanto en Costa de Marfil como en el sudoeste de Mali. En todas estas áreas, el pico de la lluvia es en agosto. La cantidad de lluvia y por tanto la altura de la crecida, varía de año en año. En años buenos, como entre 1924 y 1930 y entre 1951 y 1955, los lagos se llenan completamente. En años con poca lluvia, se secan completamente. En el siglo XX, esto ha sucedido en 1914, 1924 y 1944 y ocurre con frecuencia desde la severa sequía que empezó a finales de los años 1970. Los bajos niveles del agua se han visto exacerbados por la construcción de embalses en el río Níger o sus tributarios que retienen la crecida y atenúan al máximo la avenida del agua. De las presas existentes, la más significativa es la de Selingué, en el río Sankarani, cerca de la frontera con Guinea, en Mali, que da lugar al lago de Sélingué, que almacena 2,2 km³ de agua. Hay planes de construir una nueva presa,  el embalse de Fomi, en el río Niandan, tributario del Níger en Guinea que almacenaría tres veces más agua.
Los planes de mejorar la conexión entre el río Níger y el lago Figuibine, cortando alguno de los meandros del canal de Kondi fueron interrumpidos por la rebelión tuareg de 1990-1996. Durante la década de 1980, la escasez de agua ya generó una intensa competición por el agua y la población local obstruyó la libre circulación del agua instalando trampas para peces. 
En 2006, el gobierno de Mali creó la "Office pour la Mise en Valeur du système Faguibine" (OMVF) (Oficina para la recuperación del sistema Faguibine) para mantener los canales y estabilizar las dunas de arena con la plantación de Euphorbia balsamifera y eucaliptos. Debido a la sequía de los años 1970, la arena había invadido los canales.

#### Office du Niger

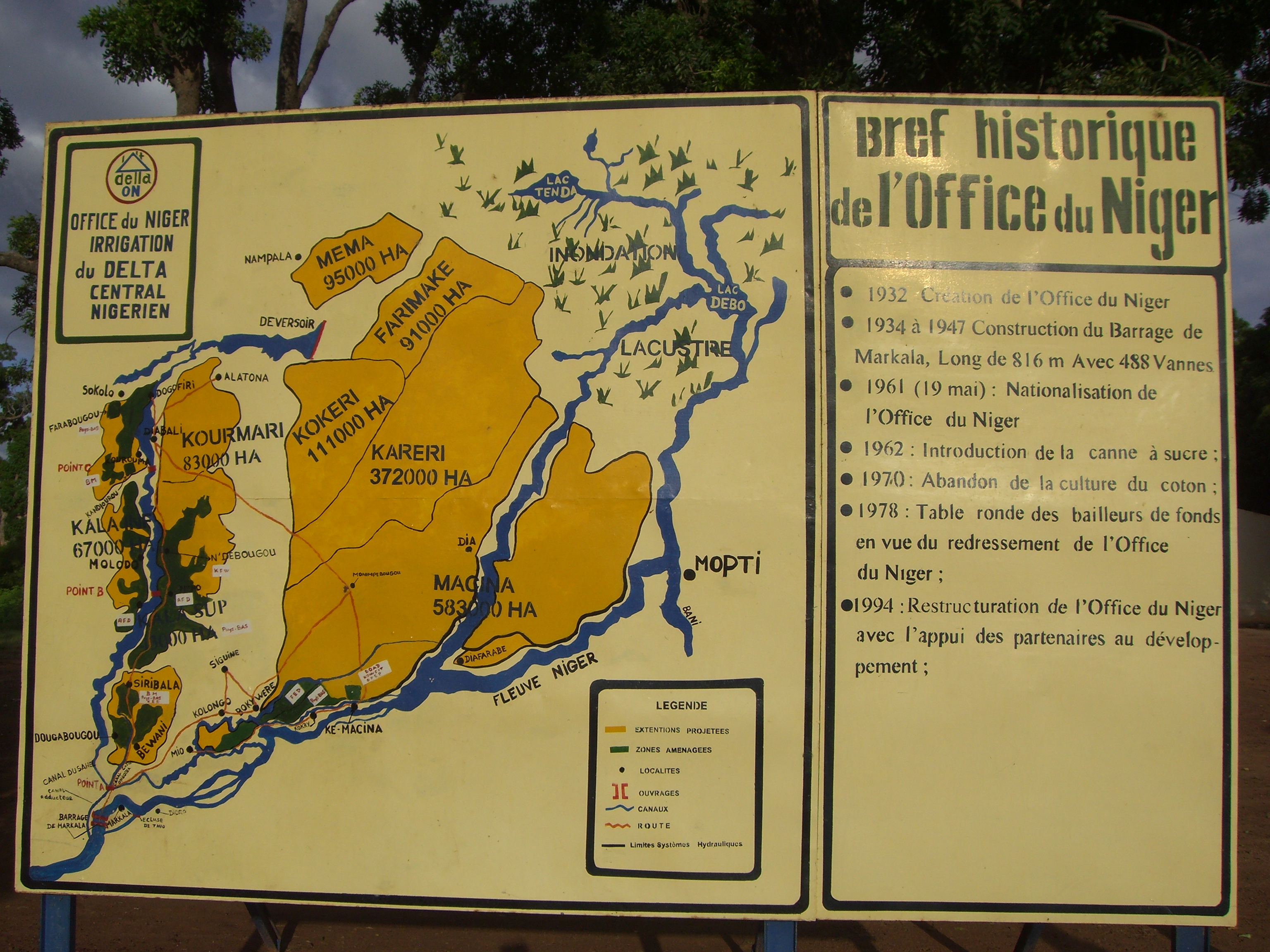
Panel de presentación del proyecto Office du Niger en la presa de Markala.

Office du Niger es una agencia gubernamental que gestiona un megaproyecto de regadío del mismo nombre en la región de Segú, en Mali, en la zona del delta interior del río Níger. El proyecto se inicia en 1920 bajo dominio francés para producir algodón, pero, tras la independencia se vuelca en el arroz con el fin de producir alimentos. El proyecto cubre una extensión de 100.000 ha de regadío a partir de un sistema de canales que salen del embalse de Markala, 35 km aguas abajo de Segú y la producción de arroz puede alcanzar las 500.000 toneladas.
El embalse de Markala, con una presa de 2450 m de longitud, se construyó entre 1934 y 1945 en la comuna de Markala. Es la más grande una serie que incluye Selengué (0.83 km³) y Sotuba (0,2 km³). Markala le roba al río Níger 2,7 km³ de agua para los regadíos y le deja 28,2 km³. Sin embargo, el embalse de Selingué es el que tiene el mayor efecto sobre el medio, ya que hace bajar el nivel de la inundación del Níger entre 20 y 25 cm. Markala tiene el único objetivo de desviar el agua hacia la zona agrícola de Office du Niger.
El riego, por inundación, tiene el principal propósito de producir arroz durante la estación de las lluvias, pero también produce caña de azúcar y fruta. Office du Niger está dividido en siete zonas de producción: Nioni, Ke-Macina, N'Debougou, M'Bewani, Molodo, Kouroumari y Kolongo. El sistema utiliza dos canales del río que se dirigen hacia el norte a lo largo de unos 135 km y que normalmente solo se llenarían durante las crecidas.

## Ecosistemas
Mali puede dividirse en cuatro zonas ecológicas en función del clima, el suelo y la topografía: la estepa sahariana, la estepa saheliana, la zona sudanesa y la zona sudano-guineana.
La estepa sahariana, al norte de la zona sahariana, recibe lluvias de 0 a 150 mm. La vegetación herbácea consiste en Cornulaca monacantha, Panicum turgidum y Aristida pungens. En la estepa subsahariana (150-250 mm), la vegetación se concentra en uadis y torrentes, con especies herbáceas anuales de ciclo corto como Aristida hordaceae y Morettia philaeana y arbustos de Acacia ehrenbergiana, Acacia tortilis, Balanites aegyptiaca y Maeura crassifolia (una Caparácea que sirve de alimento a los camellos). La vegetación es más abundante en las depresiones y en los lechos de los uadis, hasta donde llegan las crecidas. En las dunas crecen hierbas del género Aristida y Panicum turgidum.
La estepa saheliana (250-500 mm) posee una vegetación xerófila y abierta en las dunas del norte, con hierbas dominadas por Cenchrus biflorus, Aristida mutabilis y Schoenfeldia gracilis, y acacias en el estrato arbustivo (Acacia senegal), mientras que en el sur es mesófila, concentrada en las depresiones y en las zonas de inundación con especies perennes como Echinochloa stagnina, Oryza barthii y Vossia cuspidata. En las mesetas, las corazas lateríticas están colonizadas por Combretum nigricans, Guiera senegalensis, Lannea acida y Sclerocaraya birrea. Abundan las combretáceas y especies de gran talla entre las herbáceas.
La zona sudanesa (800-1400 mm) es una zona de sabana con cobertura herbácea completa, con especies como Andropogon pseudapricus, Cymbopogon giganteus y Pennisetum perdcellatum, y entre los árboles que salpican la sabana Vitellaria paradoxa, Parkia biglobosa, Sclerocarraya birrea y Lannea acida.
La zona sudano-guineana (más de 1000 mm) está dominada por la sabana arbolada y el bosque abierto, con especies herbáceas de gran tamaño, del género Hyparrhenia  y arbustos del tipo Daniellia oliveri e Isoberlina doka.

## Geografía humana
Malí, de población mayoritariamente rural, está viviendo una urbanización creciente. La población urbana, estimada en 3,3 millones de habitantes en 2006, un tercio de la población, alcanzará los 12 millones en 2025, la mitad de la población total. Este traslado a las ciudades, a menudo anárquico, provoca numerosas consecuencias: disminución de los espacios verdes, ocupación de los lechos de los ríos con problemas de insalubridad y riesgos de inundación, un aumento importante de los desechos urbanos que no son tratados, la proliferación de los vertederos salvajes y una agravación de los problemas sanitarios. La contaminación atmosférica es asimismo un problema creciente, sobre todo en la capital, Bamako, debido al consumo de madera para cocinar y las energías fósiles para la industria y los vehículos motorizados.

### Red de transportes
Los transportes comunitarios están garantizados por compañías privadas de autobuses, que completan la oferta con autocares y taxis colectivos en minibuses.
En la mitad sudoccidental, en la zona baja del Níger, en torno a Bamako, el transporte fluvial tiene desde hace tiempo una gran importancia: el transporte de fletes y pasajeros se hace a bordo de las tradicionales pinasses (pinazas), las piraguas tradicionales, muy utilizadas.
Mali se beneficia de grandes líneas ferroviarias, la mayor parte construidas o comenzadas a principios de la colonización francesa, como el ferrocarril Dakar-Níger, de 584 km, que une Bamako con la frontera de Senegal, y se prolonga por un ramal senegalés de 644 km hasta el puerto internacional de Dakar. En 1888, esta línea llegaba hasta Bafoulabé, al oeste de Mali. Bamako se conectó en 1904 y hoy llega hasta Kulikoró, a 59 km de la capital. El estado de la red, no obstante, es mediocre, debido a que se realizaron en época colonial, y los descarrilamientos y otros accidentes son frecuentes. Desde 2015, la explotación pertenece a Dakar-Bamako-Ferroviaire, empresa conjunta de Mali y Senegal. Desde 2014, se proyecta reconstruir la red ferroviaria con la constructora China Railway Construction.
La red de carreteras de Mali representaba en 2000 un total de 18.560 km, de los que 4.450 km estaban asfaltados, una densidad de 28 km de carretera por cada 1000 km², debido a la escasa población, pero también un reparto desigual, ya que más de un 17% de la población se beneficia de una carretera a menos de 2 km, pero las carreteras son muy raras al norte del país.
El mayor aeropuerto del país, el Aeropuerto Internacional de Bamako-Sénou, registró en 2009, doscientos mil desplazamientos, a pesar de los precios prohibitivos del billete, la mayoría con destino a París. El resto de aeropuertos, los más importantes de los cuales son los de Kayes, Tombuctú y Mopti, representan apenas 30 000 pasajeros anuales.  La compañía nacional Air Mali ha suspendido su actividad en varias ocasiones.

### Población y etnias de Mali
La población de Mali, estimada en 19,6 millones de habitantes en 2019 (la última comprobada era de 14,85 millones en 2013), consiste en grupos étnicos subsaharianos, entre los que los más abundantes son los bambara, unos 2,7 millones en 2007. Estos grupos comparten tradiciones históricas, culturales y religiosas, con excepción de dos etnias del norte que son nómadas, los tuareg y los moros (aplicado a los bereberes de África del Norte occidental), de orígenes árabo-bereberes y que son mayoritarios en Mauritania. En Mali y Níger, los moros nómadas son conocidos también como árabes azawad, originarios de la región del Sahara llamada Azawad, que cubre Níger, el nordeste de Mali y el sur de Argelia,  y hablan la lengua hassanía.
Por orden de población, las principales etnias son: bambara 34.1%, fulani (peul o fula) 14.7%, soninké 10.8%, senufo 10.5%, dogón 8.9%, mandinga 8.7%, bobo 2.9%, songhai 1.6%, tuareg 0.9%, otros malienses 6.1%, otros originarios de África occidental, 0,3% y otros países 0,4%.

### Grupos étnicos

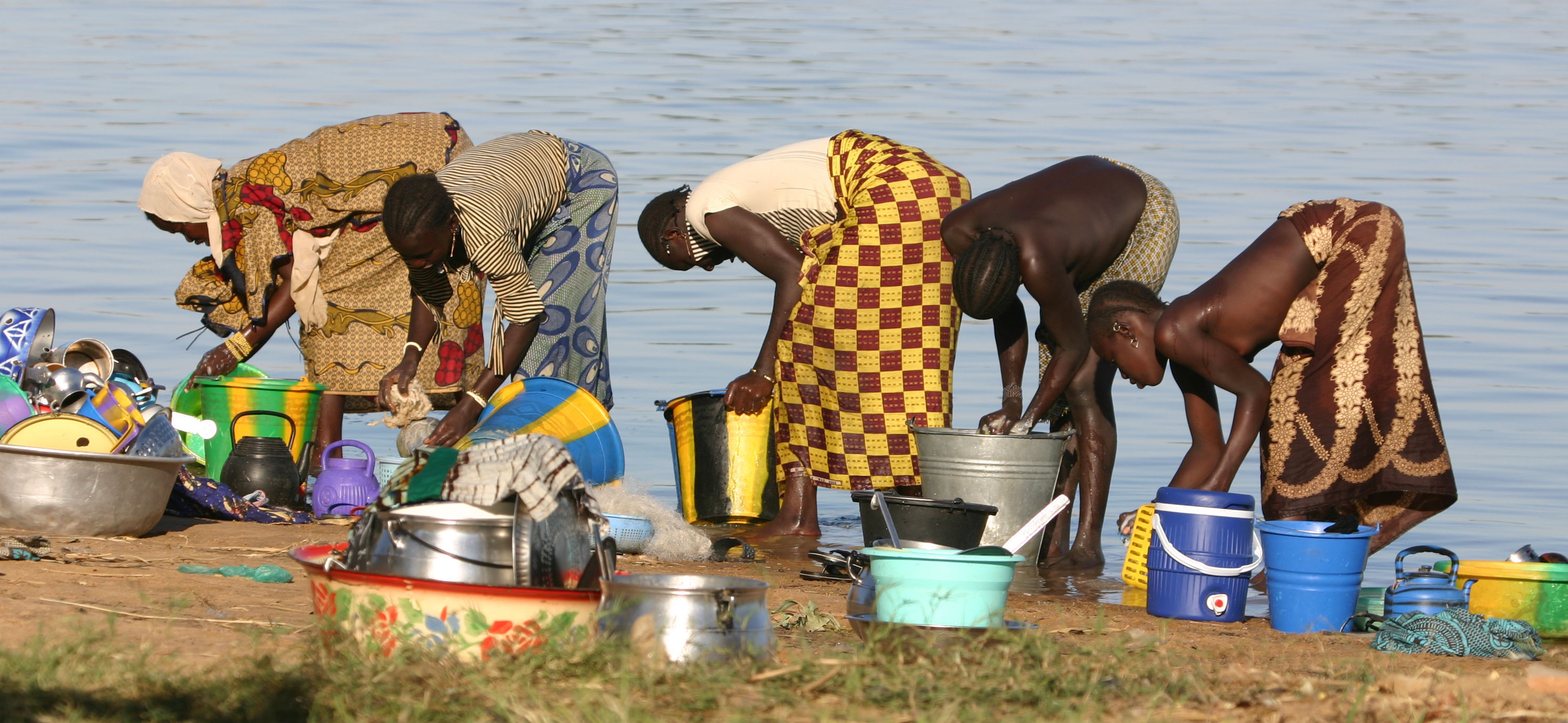
Mujeres del pueblo bobo a orillas del río Níger, en Djenné

El perfil porcentual de las distintas etnias está estimado en 2012-2013. El 94,8% de la población es musulmana, el 2,4% son cristianos, el 2% son animistas, y el resto no se conoce.
- Bambara (34,1%
- Fulani (14,7%)
- Soninké !0,8%)
- Senufo (10,5%)
- Dogón (8,9%)
- Mandinga (8,7%)
- Bozo. Más de medio millón. Bozo, para los bambara, significa casa de paja, en referencia a las viviendas temporales construidas para pescar. En realidad, son tres pueblos distintos que hablan cuatro variedades del idioma bozo. Viven en las llanuras inundables de los río Níger y Bani, en casas rectangulares de ladrillo. Son pescadores (conocidos como los maestros del agua), aunque también cultivan arroz y mijo.[32] Hay otro grupo de pescadores en Mali llamados somono, pero son una mezcla étnica de otros pueblos: bambara, soninké, bozo, etc.
- Songhai (1,6%)
- Tuareg (0,9%)
- otros malienses (6,1%)
- de la comunidad de estados africanos (0,3%)
- de otros países (0,4%)

### Perfil demográfico
El 90% de la población de Mali vive en el sur, entre los ríos Níger y Senegal, lejos del Sahara. El 68% es rural, con un 5 a 10% nómadas. La edad media se estima en torno a 15,9 años, con una tasa de natalidad de 6,4 hijos por mujer, la tercera más alta del mundo, y una mortalidad de 5,87 por cada 1000 nacimientos.
Se espera que la población se doble en 2035, debido a la alta tasa de fertilidad permanente, que empieza a muy temprana edad, y a la falta de educación de las mujeres, a la pobreza y al escaso uso de métodos anticonceptivos.
Mali tiene una larga historia de emigraciones debido a la pobreza, los conflictos, la presión demográfica, el desempleo, la inseguridad alimentaria y las sequías. Muchos malienses de las zonas rurales emigran a las ciudades o pueblos cercanss durante el periodo seco en busca de trabajo. Los pastores se desplazan hacia el sur en busca de pastos. Algunos se van a los países vecinos, como Costa de Marfil. Desde los años 1990, Mali es país de paso para ir a Europa, y los traficantes explotan las rutas de paso para el contrabando de drogas, armas o tabaco. 

### Conflicto tuareg
En 2012, un conflicto armado llevó a los tuareg a declarar la secesión de una amplia región del Sahara, convertida en un nuevo estado llamado Azawad. El retorno de los milicianos que estaban luchando en Libia en 2011 llevó a los tuaregs a rebelarse en enero de 2012, y la tropa derrocó al presidente Amadou Toumani Toure. Los esfuerzos de la Comunidad Económica de los Estados de África Occidental devolvieron en poder a la administración civil con el nombramiento de Dioncounda Traoré como presidente interino durante cinco meses. Durante el golpe, los rebeldes expulsaron al ejército de las tres regiones del norte de Mali, que quedaron en manos de los militantes islámicos, provocando la huida de cientos de miles de malienses hacia el sur y los países vecinos, sobre todo Mauritania, Níger y Burkina Faso. Una intervención militar internacional liderada por Francia recuperó la mayor parte del territorio en un mes, y en 2013, en unas elecciones, fue elegido presidente Ibrahim Boubacar Keïta, actualmente en el cargo. En junio de 2015 se firmó un acuerdo de paz, pero en 2017 se habían consolidado en el norte tres de las principales organizaciones terroristas, que trataban de unirse. Keïta fue reelegido presidente en 2018.

## Áreas protegidas de Malí

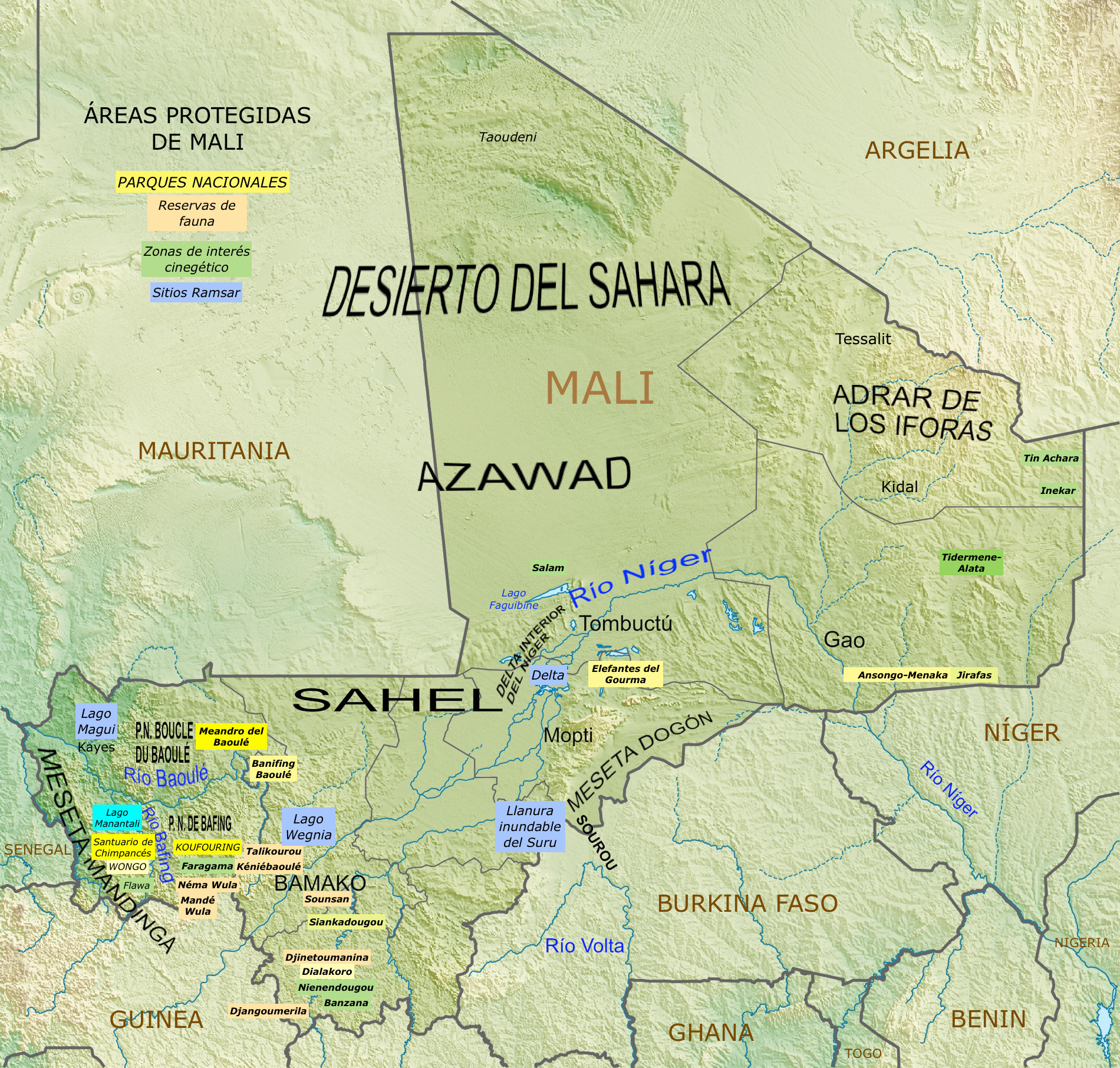
Áreas protegidas de Mali

Según la IUCN, en Malí hay 30 áreas protegidas que comprenden 103.445 km², el 8,23% del total de 1.256.684 km² del país. En este conjunto hay 2 parques nacionales, 1 santuario de chimpancés (Parc du Bafing Makana), 8 áreas de caza, 4 reservas de fauna parciales y 9 reservas de fauna totales. A esto hay que añadir 1 reserva de la biosfera (Baoulé), un sitio patrimonio de la Humanidad (los acantilados de Bandiagara) y 4 sitios Ramsar.
En el propio Malí consideran el Bucle de Baulé como parque nacional, aunque está formado por varias entidades, los parques de Badinko, Fina y  Kongossambougou, más una zona tampón de transición de 19.670 km², y está considerado por la Unesco como reserva de la biosfera. Al oeste de este parque, también se le da el título de parque nacional a la Reserva de la biosfera de Bafing Makana, que comprende varias reservas, incluidos los parques nacionales de Kurufing y Wongo y el santuario de chimpancés de Bafing, más una serie de zonas de protección que ampliarían su extensión desde los 1765 km² hasta los 3326 km².

### Parques nacionales
- Parque nacional de Wongo, 535 km²
- Parque nacional de Kurufing (Kouroufing), 558 km²

### Reservas de la biosfera
- Reserva de la biosfera de Bafing Makana. Incluye los parques nacionales de Wongo y Kurufing, y el santuario de chimancés de Bafing. Con el nombre de Bafing Falémé añade las reservas naturales (o de fauna) de Mandé Wula y Nema Wula, y los ZIC (Zonas de interés cinegético) de Flawa y Gadugu (Gadougou), que amplían la zona protegida hasta las 332.639 ha.
- Reserva de la biosfera de la UNESCO del Boucle du Baoulé,[37] 9180 km², más una zona de protección que amplia hasta más de 25.330 km². A 200 km al noroeste de Bamako, en Malí Occidental. También se denomina Parque nacional Boucle du Baoulé.

- Santuario de Chimpancés de Bafing, 672 km². Creado en 2002, al oeste del lago Manantali, en la cuenca del río Bafing, afluente del Senegal, para proteger la reserva más septentrional de África de chimpancé occidental. Posee un estatus especial por el que se permite la existencia de aldeas en el seno del santuario.

### Reservas de fauna parciales
- Siankadougou, 60 km²
- Reserva parcial de elefantes de Gourma, 12.500 km². La zona conocida como Gourma, en Mali, se extiende sobre 83.000 km² al este de Mali, entre el río Níger, al norte, y la frontera con Burkina Faso, donde se hallan las colinas y acantilados de los dogón, entre las regiones de Mopti, Tombuctú y Gao.
- Reserva parcial de jirafas de Ansongo-Ménaka, 17.500 km². Creada el sur de la región de Gao, en la zona fronteriza con Níger, en 1950, para proteger a las jirafas, que han desaparecido completamente.
- Baninfing Baoulé, 130 km²

### Reservas de fauna totales
- Sounsan, 370 km²
- Talikourou, 130 km²
- Mandé Wula, 390 km²
- Kéniébaoulé, 675 km²
- Néma Wula, 447 km²
- Nienendougou, 406 km²
- Djinetoumanina, 161 km²
- Djangoumerila, 576 km²
- Dialakoro, 299 km²

### Zonas de interés cinegético
- Tidermene-Alata, 3124 km²
- Flawa, 739 km²
- Salam (Azaouad Noroeste), 12.160 km²
- Faragama, 327 km²
- Tin Achara, 286 km²
- Banzana, 444 km²
- Nienendougou, 504 km²
- Inekar, 1806 km²

### Sitios Ramsar
- Llanura inundable de Suru (Sourou),[38] 565 km²
- Delta interior del Níger,[39] 41.195 km²
- Lago Magui,[40] 247 km²
- Lago Wegnia,[41] 3.900 ha